# تيرا نوفا

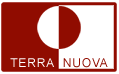

ترا نوفا Terra Nuova مؤسسة غير حكومية خلقت في 1969 تشجع التنمية المستدامة المتساوية في دول أمريكا الاتينية وأفريقيا بما في ذلك مالي وكينيا وبيرو ونيكاراغوا. تعمل تيرا نوفا في شراكة مع الرعاة وصغار المزارعين وأصحاب المشاريع في القطاع غير الرسمي في المناطق الحضرية والريفية، والمجتمعات المحلية بهدف تحسين أوضاعهم الاجتماعية والاقتصادية ووضع فهم للديناميات المحلية والإقليمية والعالمية.